# Esteban Sarasa Sánchez
Esteban Sarasa Sánchez (Zaragoza, 14 de noviembre de 1946) es un historiador español especializado en Historia medieval de Aragón habiendo sido profesor de la Universidad de Zaragoza donde también ocupó los cargos de vicerrector de la universidad (1984-1990) y decano de la Facultad de Filosofía y Letras (1993-1994), así como de director general de Enseñanza Superior del Gobierno de Aragón (1999-2001). Igualmente, y durante dos décadas, ha dirigido la Revista de Historia Jerónimo Zurita de la Institución Fernando el Católico (1986-2006). Ha sido presidente de la Confederación Española de Centros de Estudios Locales (CECEL) y del Comité de Aragón de Unicef.

## Biografía
Nacido en Zaragoza, tras haber estudiado y obtenido la ingeniería técnica industrial, especialidad en Química, decide dar «un giro inesperado en su vida académica para cursar la licenciatura de Filosofía y Letras (Sección Historia) que culminó en 1974.» En esta época, donde estaban claramente definidos las carreras de «ciencias» y «letras», este cambio de rumbo supuso un esfuerzo añadido por la necesidad de «suplir las lagunas que hubiera tras haber estudiado aquel bachiller de compartimentos estancos que se cursaba.» Durante 1973-1974 fue becario de colaboración en el departamento de Historia Medieval de la Facultad de Filosofía y Letras.
Tras estos estudios realizó la memoria de licenciatura bajo la dirección de José María Lacarra y de Miguel por entonces catedrático de Historia Medieval de la Universidad de Zaragoza, y que finalizó en 1975 con el título de Las Cortes de Aragón de 1412: Estudio y transcripción de las Actas y Proceso conservado en el Archivo de la Diputación Provincial de Zaragoza, obteniendo su trabajo la máxima calificación, un sobresaliente «cum laude». Con el discurrir de los años, sería este tema, el «parlamentarismo medieval aragonés», una cuestión recurrente de estudio, investigación y publicación. Tras ello logra la llamada Beca de Formación de Personal Investigador del Ministerio de Educación y Ciencia (1975-1977) y comienza su tarea docente universitaria (1976-1981) como profesor ayudante de Historia Medieval.
En 1980 defiende su tesis doctoral sobre Aragón en el reinado de Fernando I, 1412-1416, que había dirigido José María Lacarra, y, con ello, es nombrado profesor agregado interino de Historia Medieval (1981-1982) y al año siguiente profesor adjunto contratado. En 1981 publica una síntesis sobre uno de los hechos más transcedentales para la historia de la Corona de Aragón y de España como fue el Compromiso de Caspe en un estudio que iniciará, a lo largo de su trayectoria, una larga serie de publicaciones sobre el tema y con ello «se convirtió de manera inmediata en una referencia imprescindible de la historiografía en las décadas siguientes.»
En 1984 obtiene la plaza de profesor titular de la Universidad de Zaragoza. En 1989, junto con Paulino Iradiel Murugarren y Salustiano Moreta Velayos redactarán un manual universitario titulado Historia medieval de la España cristiana para la Editorial Cátedra. Es una obra de gran calado universitario que sigue reeditándose en la actualidad con ligeros retoques.
En 1986 (números 53-54) asume la dirección de la Revista de Historia Jerónimo Zurita que continúa la línea de los Cuadernos de Historia Jerónimo Zurita (1951-1985) publicada por la Institución Fernando el Católico a cuyo frente estuvo hasta 2006 (números 80-81) en que le sustituye Pedro Rújula López. Continúa siendo consejero y posteriormente formando parte del comité científico hasta la actualidad.
En estas fechas, y hasta su jubilación, empieza a desempeñar cargos de gestión universitaria desde el ámbito concreto de la facultad, como decano entre 1993-1994, hasta del conjunto de la universidad, como vicerrector de Ordenación Académica (1984-1988) entre otros varios cargos más. Y en estos aspectos rebasa el ámbito universitario cuando es nombrado director general de Enseñanza Superior (Universidad e Investigación) del Gobierno de Aragón (1999-2001) al mismo tiempo que Presidente del Consejo Asesor de Investigación, Ciencia y Tecnología para la misma entidad y en las mismas fechas.

## Obras
Son numerosas sus aportaciones, unas doscientas, en revistas y obras colectivas así como en comunicaciones y ponencias en congresos y homenajes a otros maestros y autores. Dentro de los libros, destacar:
- 1976: Cortes del reino de Aragón. 1357-1451. Extractos y fragmentos de procesos desaparecidos. Colección "Textos medievales", número 47. Zaragoza, Editorial Anubar. ISBN 84-7013-076-5. En colaboración junto con José Ángel Sesma Muñoz.
- 1979: Las cortes de Aragón en la Edad Media. Zaragoza, Guara Editorial. ISBN 84-85303-22-3
- 1981: Aragón y el Compromiso de Caspe. Zaragoza, Librería General. ISBN 84-7078-107-3
- 1981: Sociedad y conflictos sociales en Aragón: siglos XIII-XV : Estructuras de poder y conflictos de clase. Madrid, Siglo XXI de España.  ISBN 84-323-0421-2
- 1986: Aragón en el reinado de Fernando I, 1412-1416: gobierno y administración, constitución política, hacienda real. Diputación Provincial de Zaragoza, Institución "Fernando el Católico". Esta es la publicación de la que fuera su tesis doctoral.
- 1989: Historia medieval de la España cristiana. Madrid, Editorial Cátedra. En colaboración con Paulino Iradiel y Salustiano Moreta.[6]
- 1991: Las claves de las crisis en la Baja Edad Media, 1300-1450. Grupo Planeta. ISBN 84-320-9224-X
- 2001: La Corona de Aragón en la Edad Media. Caja de Ahorros de la Inmaculada de Aragón. ISBN 84-95306-85-9

Junto con Carmen Orcástegui Gros publicó varias obras: 
- 1990: Sancho Garcés III el Mayor (1004-1035): Rey de Navarra. Pamplona, Mintzoa. ISBN 84-85891-51-1
- 1991: La Historia en la Edad Media. Madrid, Cátedra. ISBN 978-84-3760-999-7. Una síntesis donde los autores reflexionan «en la primera parte del libro sobre el concepto y evolución de la Historia (los géneros, la metodología, el uso de las fuentes...) y en la segunda realizaron un extenso trabajo sobre los historiadores occidentales que elaboraron su obra entre los siglo V al XIII.»[11]
- 1991: La historia en la edad media: historiografía e historiadores en Europa occidental (siglos V-XIII). Madrid, Cátedra. ISBN 84-376-0999-2
- 2000: Sancho III, el Mayor (1004-1035). Burgos, La Olmeda. ISBN 84-89918-13-9. Este libro, obra póstuma de Carmen Orcástegui, suponía, junto a la edición anterior de 1990, un esfuerzo ya que «la figura de este monarca pamplonés había que reajustarla, por así decirlo, pues aunque se habían realizado estudios, éstos habían ofrecido una visión algo distorsionada y, llamémosla así, excesivamente castellana, caso del estudio de fray Justo Pérez de Urbel en el ya lejano 1950, y la fecha de edición no debe dejar de tenerse en cuenta dada la España que se vivía entonces. Era necesario «reposicionar», permítaseme la expresión, al biografiado en su justo término y los trabajos citados contribuyeron a ello.»[12]

## Premios y reconocimientos
- 1980: Premio IV Concurso de Tesis Doctorales de la Institución Fernando el Católico (C.S.I.C.) por la tesis sobre Aragón en el reinado de Fernando I, 1412-1416.
- 1981: Premio Extraordinario de Doctorado de la Universidad de Zaragoza por sus tesis doctoral presentada el año anterior.